# Čistopol'
Čistopol' (in russo Чистополь? o Čistaj (Чистай, Çistay in tataro), è una città della Russia della Repubblica Autonoma del Tatarstan, situata sulla riva sinistra del fiume Kama, sulle sponde del bacino artificiale di Kuybyshev. Ha una popolazione di 63 029 abitanti.

## Storia
La città compare per la prima volta nelle cronache tra la fine del XVII secolo e gli inizi del XVIII secolo. L'insediamento ebbe uno sviluppo molto rapido, e nel 1761 superava i mille abitanti.
Nel 1781, per ukas di Caterina II di Russia, la città ricevette il grado di capoluogo, col diritto ad avere il proprio stemma.
Alla fine del XIX secolo Čistopol' divenne un importante centro per il commercio del grano. Prima del 1917 era la seconda città per popolazione della Gubernija di Kazan', dopo la stessa Kazan'.
Durante la seconda guerra mondiale la città divenne il rifugio dell'Unione degli Scrittori Sovietici, che comprendeva Boris Pasternak, Leonid Leonov ed altri notabili. Divenne inoltre la sede di alcune industrie trasferite da Mosca che rischiava l'occupazione, tra cui la Seconda fabbrica moscovita di orologi, i cui stabilimenti rimasero attivi anche dopo la guerra prendendo, negli anni sessanta, il nome di Vostok (similmente, la Prima Fabbrica di Orologi Moscovita, oggi nota come Poljot, nel 1941, con l'avanzata dell'esercito tedesco su Mosca, fu trasferita in tutta fretta a Zlatoust, per poi essere riportata a Mosca nel 1943, quando ebbe inizio la ritirata tedesca).